# (15633) 2000 JZ1
A (15633) 2000 JZ1 a Naprendszer kisbolygóövében található aszteroida. A LINEAR projekt keretében fedezték fel 2000. május 2-án.